# Hvanneyri
Hvanneyri é uma localidade na Islândia. Em 2018 tinha uma população de cerca de 285 habitantes.